# Titularbistum Ulcinium
Ulcinium (ital.: Dulcigno) ist ein Titularbistum der römisch-katholischen Kirche in Dalmatien bei Ulcinj. 
| Titularbischöfe von Ulcinium |                                 |                                               |                   |                   |
| Nr.                          | Name                            | Amt                                           | von               | bis               |
| 1                            | Simon Konrad Landersdorfer OSB  | emeritierter Bischof von Passau (Deutschland) | 27. Oktober 1968  | 30. November 1970 |
| 2                            | José Gonçalves da Costa CSsR    | Koadjutorbischof von Niterói (Brasilien)      | 19. August 1975   | 19. April 1979    |
| 3                            | William Henry Keeler            | Weihbischof in Harrisburg (USA)               | 24. Juli 1979     | 10. November 1983 |
| 4                            | Fernando Antônio Figueiredo OFM | Weihbischof in Teófilo Otoni (Brasilien)      | 21. Januar 1984   | 3. August 1985    |
| 5                            | Józef Pazdur                    | Weihbischof in Breslau (Polen)                | 18. Dezember 1984 | 7. Mai 2015       |
| 6                            | Maciej Małyga                   | Weihbischof in Breslau (Polen)                | 10. März 2022     |                   |